# U-901
U-901 – niemiecki okręt podwodny (U-Boot) typu VII C z okresu II wojny światowej. Okręt wszedł do służby w 1944 roku. Jedynym dowódcą był Oblt. Hans Schrenk.

## Historia
Wcielony do 4. Flotylli U-Bootów celem szkolenia załogi, od marca 1945 roku kolejno w 9. i 11. Flotylli jako jednostka bojowa.
Pod koniec wojny odbył jeden patrol bojowy, podczas którego nie zatopił żadnej jednostki przeciwnika.
Poddany 15 maja 1945 roku w Stavanger (Norwegia), przebazowany 29 maja 1945 roku do Lisahally (Irlandia Północna). Zatopiony 5 stycznia 1946 roku podczas operacji Deadlight ogniem artyleryjskim (prawdopodobnie) niszczyciela HMS „Onslaught”.